# Innovatief Systeem van Bouwen
Het Innovatief Systeem van Bouwen (ISB) is een bouwmethodiek welke is ontwikkeld in de jaren 80-90 van de 20e eeuw op de Technische Universiteit in Eindhoven.

## Historie
ISB staat voor Innovatief Systeem van Bouwen en is ontstaan in de jaren 1980-1990. Eind 20e eeuw is een eerste experimenteermodule gebouwd in Eindhoven. Het systeem is bedacht door ingenieur Jan Bats, destijds docent aan de Technische Universiteit in Eindhoven. Hij heeft dit uitgewerkt samen met zijn collega’s Rutten en Janssen. Jan Bats is bij de ontwikkeling van het systeem geïnspireerd geraakt door het gedachtegoed van professor Habraken, die in Eindhoven de basis heeft gelegd voor het modulair bouwen. Het modulair bouwen maakt het mogelijk projectongebonden industrieel te produceren en de bewoner/consument invloed te geven op bijvoorbeeld de indelingsmogelijkheden en indelingsvrijheid.
Het ISB-systeem is gebaseerd op de samenkomst van drager en inbouw volgens de SAR-methodiek op de normen van modulaire coördinatie in de woningbouw. Het bijzondere van het systeem is de positionering en inpassing van leidingen in de drager, waardoor de plattegrond een maximale vrijheid van indeling bezit en leidingen naar wens van de bewoner kunnen worden gepositioneerd.
Als materiaal voor de drager is bewust voor staal gekozen, vanwege de goede mogelijkheden voor industrialisatie. De grote maatvastheid waarborgt een nauwkeurige aansluiting op de drager. Bovendien is staal in geval van sloop eenvoudig te demonteren en volledig te hergebruiken in de oorspronkelijke vorm of om te smelten naar andere toepassingen. Naast deze positieve materiaaleigenschappen heeft de drager ook als kwaliteit dat met een beperkt aantal bouwcomponenten industriële massaproductie mogelijk is. Ondanks de standaardisatie is zo toch een in vorm en functie gevarieerd scala aan gebouwen te ontwerpen.
De belangstelling voor het bouwconcept kwam indertijd met name uit landen waar veel sprake is van aardbevingen (zoals Japan en Nieuw-Zeeland). Het concept biedt de mogelijkheid een lichte, sterke en stijve constructie te bouwen, dat ook eenvoudig volledig cradle to cradle-proof kan worden.

## Het ISB-concept tot nu toe
Het ISB-concept is na de ontwikkeling in de jaren 1980-1990 uitgewerkt in een experimenteermodule welke is gemonteerd op het Duurzaam Bouwen park van de Technische Universiteit in Eindhoven. Verschillende pogingen om de constructie van het ISB-concept aan te vullen met afbouwsystemen zijn mislukt vanwege het ontbreken van goede en adequate afbouwsystemen waarmee geëxperimenteerd kon worden. De oorzaak hiervan lag vaak in de traditionele organisatievorm waardoor de woningbouw eigenlijk nog steeds wordt gedomineerd. Het systeem wat in Nederland is bedacht heeft veel redenen om op grote schaal uitgevoerd te worden. Het kan voor een positieve ontwikkeling zorgen binnen de huidige bouwwereld. Nederlanders zijn conventioneel met het oog op nieuwe ontwikkelingen in de bouwwereld en dit zal eens moeten veranderen. Het ISB-concept is een ideaal systeem voor de consument en bewoner wanneer er wijzigingen wenselijk zijn. Afbouwsystemen op het ISB-concept zullen namelijk eenvoudig te vervangen zijn door nieuwe of andere materialen en producten. 

## Info
Het is mogelijk om een hellend dak te construeren met het ISB-systeem, alleen zijn er maar enkele mogelijkheden wat betreft de dakhellingen. Er zijn vier verschillende hellingen mogelijk voor het dak, te weten 18,43 – 26,56 – 33,69 – 39,80 graden. De exacte reden van dit beperkte aantal heeft te maken met het modulaire systeem waarop het ISB-systeem gebaseerd is. Mogelijk kunnen er bij een daadwerkelijke productie van de ISB-constructiedelen meerdere dakhellingen worden gecreëerd, alleen beschikken wij op dit moment nog niet over die resultaten.  De constructiedelen voor een hellend dak hebben een aangepaste afschuining met daarover een hoedprofiel dat alleen in gatpatroon verschild van een normale drager.

## Afbouwsystemen
Het nader uitwerken van een gepast afbouwsysteem voor het ISB, getoetst op de modulaire eisen volgende SAR-maatsystematiek en de flexibele eisen volgens de ISB-methode is wat er nog ontbreekt in het huidige ISB-concept.
Het ontwerp van het staalskelet is gebouwd in componenten. Alle bouwmaterialen hiervoor worden industrieel geproduceerd, waardoor er dus een grote massa aan onderdelen ontstaat. De verwerking van deze bouwonderdelen vindt tot nu toe uitsluitend plaats via prefabricage, oftewel het samenstellen van bouwpakketten voor levering naar wens.
De draagstructuur van het ISB-concept bezit de flexibiliteit wat doorontwikkeld zal moeten worden in de afbouwsystemen. Hierdoor zal het ISB-concept pas een toekomst hebben. Gecombineerd met de grote maatnauwkeurigheid van het systeem levert de draagstructuur een ideale uitgangssituatie voor het verdere ontwikkelen van de in- en afbouwsystemen. Er zijn verschillende afbouwsystemen benodigd voor een compleet uitgewerkt ISB-concept. Deze afbouwsystemen zijn te splitsen in bouwkundig en installatietechnische onderdelen.